# Pseudagrion palauense
Pseudagrion palauense là một loài chuồn chuồn kim trong họ Coenagrionidae.
Pseudagrion palauense được Lieftinck miêu tả khoa học năm 1962.